# بابی کونوی
بابی کونوی (انگلیسی: Bobby Convey؛ زادهٔ ۲۷ مهٔ ۱۹۸۳) یک بازیکن فوتبال اهل ایالات متحده آمریکا است.
وی همچنین در تیم ملی فوتبال ایالات متحده آمریکا بازی کرده‌است.